# Giuseppe Marzano
Giuseppe Marzano (Caserta, 13 maggio 1880 – ...) è stato un prefetto e politico italiano.
È stato al contempo prefetto e presidente della Camera di commercio di Pesaro, Urbino, Perugia, Firenze e Milano. 
Deferito il 27 agosto 1945 dalla Alta corte di giustizia per le sanzioni contro il fascismo, fu dichiarato decaduto il 19 dicembre 1945.